# Bakan
Bakan är ett distrikt i Kambodja.   Det ligger i provinsen Pursat, i den centrala delen av landet, 180 km nordväst om huvudstaden Phnom Penh. Antalet invånare är 121 229.